# Ministerstwo Przemysłu Motoryzacyjnego
Ministerstwo Przemysłu Motoryzacyjnego – urząd ministra, centralny organ administracji rządowej, członek Rady Ministrów, powołany w celu kierowania i zarządzania rozwojem przemysłu motoryzacyjnego i precyzyjnego.

## Utworzenie urzędu
Na podstawie dekretu z 1955 r. o utworzeniu urzędu Ministra Przemysłu Motoryzacyjnego ustanowiono nowy urząd.

## Zakres działania urzędu
Do zakresu działania urzędu należały sprawy:
- przemysłu motoryzacyjnego,
- przemysłu optycznego,
- przemysłu wyrobów precyzyjnych.

## Zniesienie urzędu
Na podstawie dekretu z 1956 r. o zniesieniu urzędu Ministra Przemysłu Motoryzacyjnego zlikwidowano resort.